# فيد لو غراند
فيد لو غراند (fedde Grand)  دي جي و منتج هولاندي مختص في موسيقى الهاوس ولد في 7 سبتمبر 1977 في أوتريخت .أكثر ما يعرف به هي أغنيته الصادرة في 2006 تحت اسم (بالإنجليزية: put your hands up 4 Detroit)‏ ٱضافة لذالك قام الدي جي بإحياء عدد كبير من الحفلات الموسيقية العالمية الخاصة بالموسيقى الإلكترونية مثل (بالإنجليزية: ultra music festival)‏ و (بالإنجليزية: Tomorrowland)‏ و (بالإنجليزية: electronic music festival)‏.

## روابط خارجية
- فيد لو غراند على موقع IMDb (الإنجليزية)
- فيد لو غراند على موقع ميوزك برينز (الإنجليزية)
- فيد لو غراند على موقع أول ميوزيك (الإنجليزية)
- فيد لو غراند على موقع ديسكوغز (الإنجليزية)